# Gà Tò
Gà Tò có xuất xứ từ làng Tò (nay thuộc xã An Mỹ, huyện Quỳnh Phụ, tỉnh Thái Bình).
Gà Tò là một giống gà quý, đặc biệt chất lượng, nhiều thịt, thơm ngon, da giòn, xưa kia gà Tò, được dân làng dâng tiến Vua.
Đặc điểm cặp chân vàng có nhúm lông ở hai bên cẳng chân, ngoại hình săn chắc, khoẻ mạnh và nhìn rất oai vệ, tiếng gáy to, tròn rõ, thanh tao, cân nặng trưởng thành khoảng 2.5 kg...
Là giống gà dễ chăn nuôi, sức đề kháng tốt, giá trị thương phẩm tốt.

## Lịch sử
Đến nay, chưa có tài liệu lịch sử nào chính thức công bố về xuất xứ của giống gà này. Nhưng theo những câu chuyện còn truyền lại của bà con nơi đây thì gà Tò có, hoặc được đặt tên từ đời nhà Trần (từ năm 1225 đến năm 1400). Truyện kể rằng: năm xưa, trong làng có một vị Đức Tiến Công vốn là con rể của Vua. Vì có nhiều công lớn lên đã được Vua ngự thưởng đôi gà giống. Người nuôi và nhân rộng rồi đem tiến lại đức vua cha. Giống gà thân chắc nịch, tướng to cao, thịt thì thơm ngon đặc biệt không gì sánh được làm cho nhà Vua rất mực hài lòng. Ngài lệnh ban thưởng cho làng Tò mười nghìn đấu gạo và kể từ đó cái tên gà Tò (còn gọi gà tiến vua) ra đời.
Từ đó, tới tháng bảy âm lịch hàng năm là bốn làng trong vùng (Tô Xuyên, Tô Đàm, Tô Hồ, Tô Đê) lại tổ chức lễ Bá Yết Thành Hoàng, lễ vật được dâng cúng là một chú gà trống Tò thật to, khỏe. Đến nay, nghi lễ ấy không còn thấy xuất hiện.

## Đặc điểm giống

### Hình dáng
Gà Tò có dáng vóc to cao hơn các giống gà khác. Con trống có trọng lượng trung bình đạt từ năm tới ba,tối đa có thể bốn kilôgam. Con mái có trọng lượng trung bình đạt từ 1,5 tới 2kilôgam. Khi trưởng thành, gà trống thường có lông màu tía mật (mật mía) có người, còn gọi là màu cánh gián, mã tím, bởi có những mảng lông giống màu mật và màu cánh gián. Gà mái có lông giống màu Cà Cuống và màu củ Đậu hay vỏ Lạc.

Gà Tò từ lúc mới nở tới khi đạt bốn tuần tuổi đạt khoảng 0,67 kilogam. Đến thời kì này, lông chân gà có hiện tượng thưa dần. Và đến tận kì sinh sản, lông mới mọc lại như thường. Lúc này, gà Tò trống có da đỏ như gà nòi. Gà Tò có một đặc điểm đặc biệt là có lông phần chân (từ bàn chân tới nơi tiếp giáp với đùi). Kẽ chân có màu đỏ tía.

### Sinh sản
Gà Tò đẻ một lần từ mười lăm tới mười tám trứng. Một năm đạt khoảng một trăm ba mươi tới một trăm năm mươi trứng. Gà Tò không có hiện tượng ấp bóng như một số giống gà khác, sau mỗi lần đẻ chúng nghỉ từ năm tới bảy ngày sau đó đẻ tiếp. Gà mái khi đẻ trứng đạt tới trọng lượng khoảng hai phảy năm kilôgam. Từ khi ấp nở tới lúc xuất chuồng khoảng bảy tháng.

Gà Tò mái do có lông chân dễ bị ngấm nước, làm ảnh hưởng đến quá trình ấp nở trứng, nên tỷ lệ nở trứng ở gà Tò không cao. Cũng có ý kiến cho rằng, với thể hình quá khổ làm cho gà Tò mái trở nên vụng về trong việc ấp trứng. Đây cũng là một trong các nguyên nhân làm cho gà Tò trở nên hiếm. Dân gian có câu: Gà Tò ăn khỏe đẻ vụng.

## Phương thức nuôi
Do chưa từng được thử nuôi theo hình thức nuôi công nghiệp, nên gà Tò đến ngày nay mới chỉ được biết đến với cách nuôi thả thông thường. Người dân địa phương có câu ca: Gà Tò ăn quẩn cối xay để ám chỉ tập quán ăn uống của gà Tò. Cối xay đất có chiều cao khoảng bảy mươi centimet, gà Tò với chiều cao của nó có thể với qua mặt cối để ăn thóc ở trong cối.

## Bảo tồn

### Thực trạng gà Tò
Số gà Tò còn lại ở làng Tò ước tính đến nay còn khoảng chưa tới một nghìn con. Trong số đó gà Tò thuần chủng còn rất ít, đa phần đã bị lai tạp. Một số còn cho rằng, gà Tò thuần chủng thậm chí đã tuyệt chủng. Gà Tò lai tạp không to bằng gà Tò thuần chủng, chỉ đạt khoảng hai phảy năm tới bốn kilôgam. Và khả năng kháng bệnh của gà Tò lai cũng kém hơn.

### Bảo tồn gen
Theo một dự án mới nhất về bảo tồn nguồn gen vật nuôi Việt Nam của Bộ Nông nghiệp và Phát triển Nông thôn Việt Nam thì gà Tò được xếp vào loại động vật đặc biệt quý hiếm, có nguy cơ tuyệt chủng và cần được bảo tồn. Gà Tò được TS Trần Duy Khanh (Giám đốc Công ty CP Giống chăn nuôi Thái Bình) tái phát hiện năm 2001 và được Viện Chăn nuôi quốc gia là đơn vị kiểm định và công nhận năm 2002 và thực hiện dự án, Năm 2006 dưới sự phân công của Viện, công ty cổ phần chăn nuôi Thái Bình đã tiến hành nuôi thử với số lượng hai trăm con gà Tò. Đến cuối năm 2006, đơn vị này đã nhân thuần được một trăm sáu sáu con gà Tò thuần chủng. Tiếp tục phát triển nhân thuần qua các năm 2007 và 2008 viện thu được lần lượt là 150 con và 160 con.

Kết quả nghiên cứu ban đầu cho thấy, gà Tò thuần chủng có tỷ lệ sống sót và sức đề kháng bệnh tốt hơn tất cả các giống gà ở Việt Nam. Từ không tới bốn tuần tuổi đạt tỷ lệ sống sót 94,85%. Từ bốn đến 17 tuần tuổi đạt 96,88%. Và tỷ lệ nuôi sống bình quân ở cả hai giai đoạn là 93,96%. Trong khi đó gà Ri là 85,6%, gà H'Mong là 80,31%, gà Mía là 86,31%.

Những con số về mức độ đầu tư dự án chưa được công bố. Ở mô hình cấp cơ sở, dự án đã đầu tư bốn mươi triệu đồng, cho mỗi hộ nuôi mười nghìn trên một con gà Tò được nuôi. Tuy nhiên việc đầu tư này không mang lại hiệu quả thiết thực vì khâu kiểm tra, rà soát không được thực hiện.

### Ca dao
Gà Tò ngày nay còn được biết đến qua các câu ca còn lưu truyền như: Gà Tò, Mía Tó, vó Vạn Đồn, L...Cổ Am, Gà Tò ăn quẩn cối xay, hay Gà Tò ăn khỏe đẻ vụng.